# Kicking Against the Pricks
Kicking Against The Pricks è il terzo album di Nick Cave and the Bad Seeds, Pubblicato per la prima volta nel 1986, l'album è una raccolta di classici della tradizione pop-rock americana. Il titolo si riferisce ad un passo del Nuovo Testamento (Atti degli Apostoli 26: 14).
Il disco vede l'esordio nelle file dei Bad Seeds del batterista Thomas Wydler.

## Tracce

### Edizione vinile
1. Muddy Water (Phil Rosenthal) – 5:15
2. I'm Gonna Kill That Woman (John Lee Hooker) – 3:44
3. Sleeping Annaleah (Mickey Newbury) – 3:18
4. Long Black Veil (M. Wilkins/Danny Dill) – 3:46
5. Hey Joe (Billy Roberts) – 3:56
6. The Singer (Johnny Cash), titolo originale The Folk Singer – 3:09
7. All Tomorrow's Parties (The Velvet Underground) – 5:52
8. By the Time I Get to Phoenix (Jimmy Webb) – 3:39
9. The Hammer Song (The Sensational Alex Harvey Band) – 3:50
10. Something's Gotten Hold of My Heart (Gene Pitney) – 3:44
11. Jesus Met the Woman at the Well (traditional/The Alabama Singers) – 2:00
12. The Carnival is Over (The Seekers) – 3:16

### Edizione CD
1. Black Betty (Leadbelly) (CD only) – 2:33
2. Running Scared (Roy Orbison) (CD only) – 2:07

## Formazione
- Nick Cave – voce, pianoforte, organo
- Mick Harvey – chitarra folk ed elettrica, pianoforte, vibrafono, basso elettrico, batteria, cori
- Blixa Bargeld – chitarra elettrica e slide, cori
- Barry Adamson – basso elettrico, cori
- Thomas Wydler – batteria